# Stará radnice (Soběslav)
Stará radnice je stavba z roku 1487 na náměstí Republiky v Soběslavi. Budova je kulturní památkou.

## Historie
Byla postavena v roce 1487, kdy plnila funkci radnice. V roce 1720 byla přestavěna. Po roce 1949 sloužila okresnímu soudu a od roku 1961 se v ní nachází městská knihovna s čítárnou. V roce 2019 byla opět částečně zrekonstruována a začala plnit reprezentační úlohu. Nachází se zde místnost pro zasedání rady a zastupitelstva města, infocentrum, různé kanceláře a obřadní síň.

## Poloha
Budova se nachází v Soběslavi na náměstí Republiky vedle kostelu svatého Víta.

## Památková ochrana
Radnice je od 31. prosince 1963 zapsaná na seznamu kulturních památek a od roku 1990 se nachází v městské památkové zóně Soběslav.

## Galerie

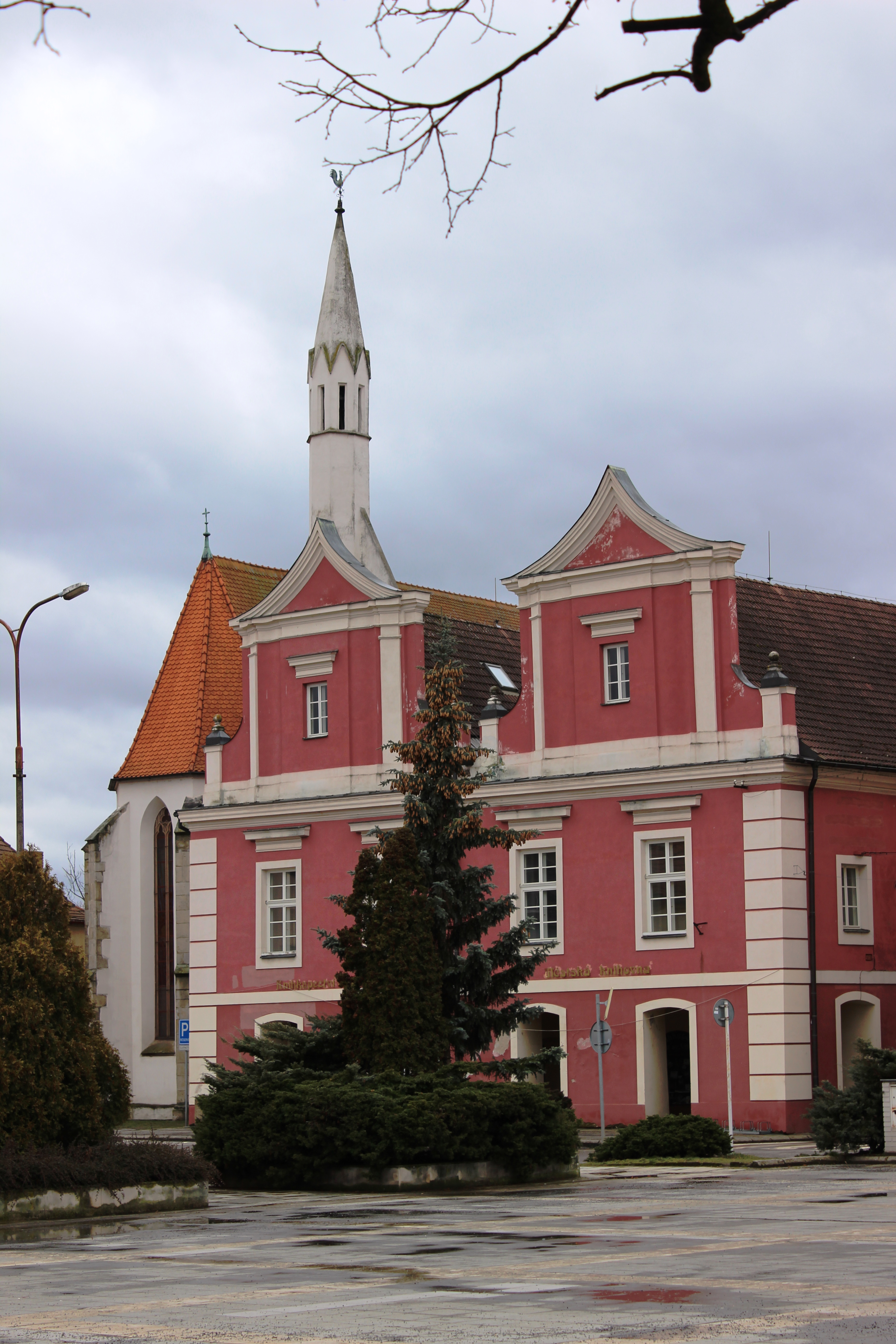
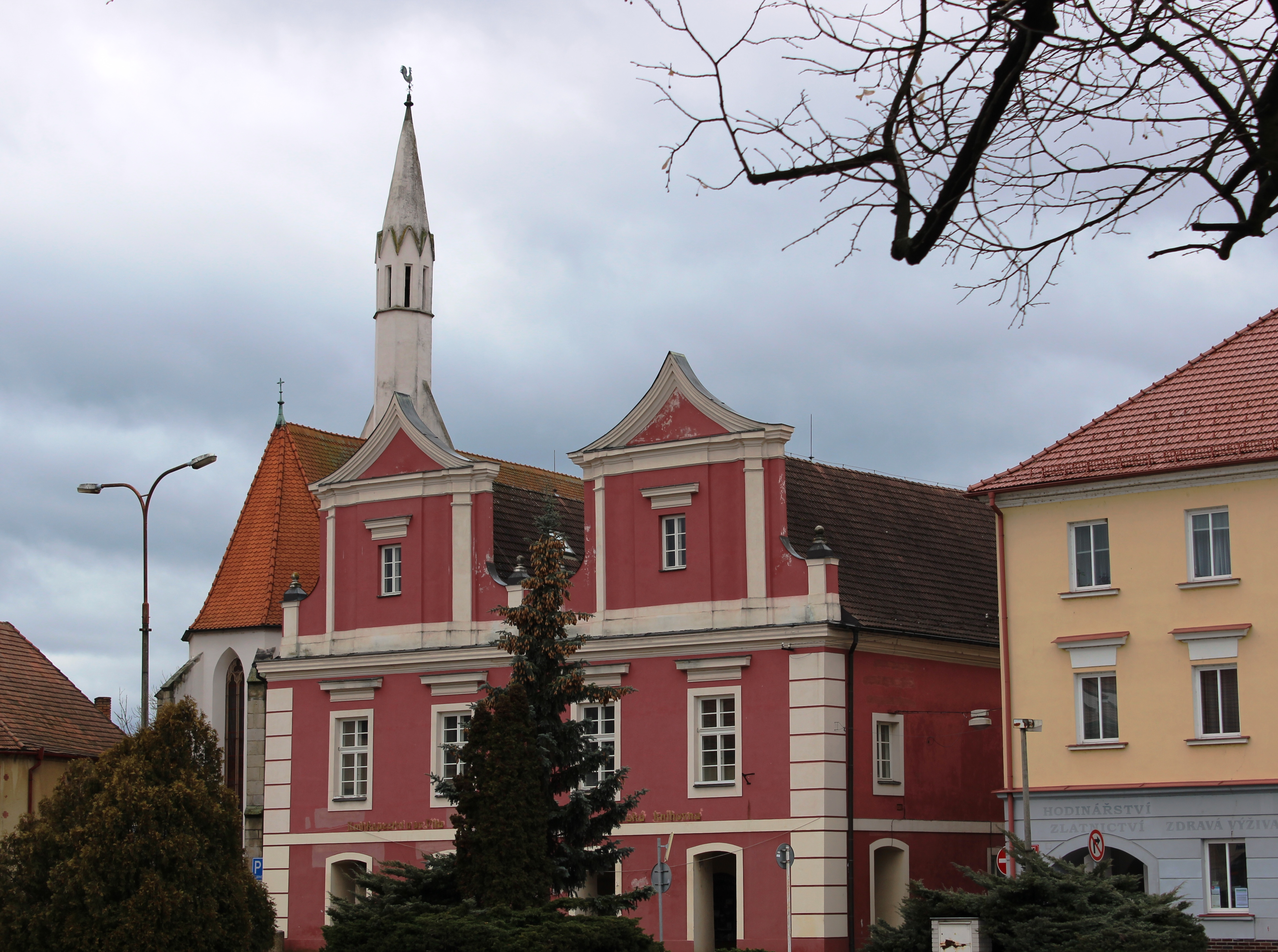